# Szamarpa
Szamarpa lub Szamar Rinpocze (tyb.: ཞྭ་དམར་པ་, Wylie: zhwa dmar pa; dosłownie "Dzierżawca Czerwonej Korony") – jest dzierżawcą linii szkoły Karma Kagyu buddyzmu tybetańskiego.
Pierwszy Szamarpa, Khedrub Drakpa Senge (1283-1349), był głównym uczniem III Karmapy Rangdziung Dordże. Rangdziung Dordże, dzierżawca Czarnej Korony, wręczył mu identyczną koronę czerwonego koloru i nadał mu tytuł "Szamarpy", ustanawiając w ten sposób drugą w historii po Karmapach linię świadomie odradzających się lamów w buddyzmie tybetańskim. Tradycyjnie Szamarpowie określani są również mianem "Karmapów Czerwonej Korony" (tyb. Szamar Karmapa) dla odróżnienia od "Karmapów Czarnej Korony" (tyb. Szanag Karmapa).
Ostatnia inkarnacja XIV Szamarpy, Mipam Cieki Lodro urodził się w 1952 roku w prowincji Kham, w pałacu arystokratycznej rodziny Athub, jako bratanek XVI Karmapy. Po intronizacji młody Szamar Rinpocze pozostał przy Karmapie, otrzymując wszystkie instrukcje linii Kagyu. Ponadto studiował tradycyjne rodzaje nauk i sztuk, sutry i tantry, głównie pod kierunkiem Trangu Rinpocze. Część nauk otrzymał również od Kalu Rinpocze.
Po śmierci XVI Karmapy, Kunzig Szamar Rinpocze kontynuował projekty rozpoczęte przez Karmapę. Zgodnie z jego życzeniem założył w Nowym Delhi KIBI - Karmapa International Buddhist Institute. Wykłada się tam filozofię buddyjską na poziomie akademickim. Szamarpa przewiduje odnowę esencjonalnych nauk Mahamudry. Kładzie nacisk na źródłowe teksty, odnajduje i uaktualnia traktaty wielkich mahasiddhów, takie jak "Skarbnica Mahamudry" siódmego Karmapy.
Kunzig Szamar Rinpocze odnalazł i rozpoznał siedemnastą inkarnację Karmapy - Trinleja Taje Dordże. Proces identyfikacji XVII Karmapy przebiegał ściśle według duchowej tradycji utrzymywanej w linii Karma Kagyu przez ostatnie osiemset lat.
Szamarpa Mipam Cieki Lodro zmarł na atak serca rankiem 11 czerwca 2014 w ośrodku nauk Bodhi Path Buddhist Center e.V w Renchen-Ulm w Niemczech.

## Linia Szamarpów
1. Khedrup Drakpa Senge, (1284-1349)
2. Kacio Łangpo, (1350-1405)
3. Chöpal Yeshe, (1406-1452)
4. Chokyi Drakpa Yeshe Pal Zangpo, (1453-1526)
5. Köncho Yenlak, (1526-1583)
6. Mipan Chökyi Wangchuk, (1584-1629)
7. Yeshe Nyinpo, (1631-1694)
8. Palchen Chökyi Döndrup, (1695-1732)
9. Könchog Geway Yungnay, (1733-1741)
10. Mipam Chödrup Gyamtso, (1742-1793)
11. (tybetański lekarz o nieznanym nazwisku, ukrywał się przed regentami jedenastego Dalajlamy, którzy próbowali przejąć szkołę Kagyu, podobnie jak stało się to w przypadku szkoły Dzionang)
12. Tugsay Jamyang Rinpoche, (1880-1947) – syn XV Karmapy Khacziaba Dordże
13. Tinlay Kunchap Rinpoche, (1948-1950) – niemowlę, które przeżyło jedynie rok i nie zostało formalnie intronizowane.
14. Mipam Czoki Lodro, (1952-2014)